# آلن کاوالیه
آلن کاوالیه (فرانسوی: Alain Cavalier‎؛ زادهٔ ۱۴ سپتامبر ۱۹۳۱) یک کارگردان، و فیلم‌نامه‌نویس اهل فرانسه است.

## زندگی‌نامه
آلن کاوالیه سال ۱۹۳۱ در وندم فرانسه متولد شد و در سال‌های جوانی با نام اصلی آلن فره‌سه در دانشگاه سوربن در رشته تاریخ و سپس در مدرسه سینمایی ایدک تحصیل کرد.
کاوالیه اولین فیلم کوتاه خود به نام «یک آمریکایی» را سال ۱۹۵۸ ساخت.‌
«تپش» (۱۹۶۸)، «مارتین و لئا» (۱۹۷۹)، «ترز و ۲۴ تصویر»، «پاتر» (۲۰۱۱) از آثار مطرح می باشند
کاوالیه در سال ۱۹۸۶ با فیلم " ترز" برنده جایزه ویژه هیئت داوران در بخش مسابقه کن  شد